# Christian Sandler
Christian Sandler (* 18. Juli 1858 in Kulmbach (Oberfranken); † 1. Februar 1912 in München) war ein deutscher Geograph und Privatgelehrter.

## Leben
Sandler studierte Geographie und Geologie in München, Leipzig, Edinburgh und Berlin 1886 wurde er an der Ludwig-Maximilians-Universität München promoviert. Neben zahlreichen Aufsätzen in wissenschaftlichen Zeitschriften wie Zeitschrift der Gesellschaft für Erdkunde, Zeitschrift für wissenschaftliche Geographie, Mitteilungen des Vereins für Erdkunde und Mitteilungen der Geographischen Gesellschaft verfasste er mehrere Werke über Kartographie und Landkarten.
Bekannt wurde Sandler vor allem für seine „Volkskarten“, bei denen er erstmals die differenzierte Verteilung der Bevölkerungsdichte grafisch darstellte. „...durch verschiedenartige Schraffierung die absoluten Zahlen der nicht ackerbautreibenden Bevölkerung, durch Farben auf den Signaturen außerdem noch, wie viel vom Hundert der Bevölkerung dem Handel und Verkehr angehören, und endlich noch durch Einschreibung in die Karte die Verbreitung besonders wichtiger Erzeugnisse, Gewerbe...“
Er lebte als Privatgelehrter in München.

## Schriften
- Johann Baptista Homann: ein Beitrag zur Geschichte der Kartographie. Dissertation. 1886. In: Zeitschrift der Gesellschaft für Erdkunde. 1886.
- Johann Baptist Homann (1664–1724) und seine Landkarten. Neu zusammengestellt von Rockstuhl, Bad Langensalza 2009, ISBN 978-3-936030-01-3.
- Matthäus Seutter (1678–1757) und seine Landkarten. In: Mitteilungen des Vereins für Erdkunde in Leipzig. 1894. (Reprint: Rockstuhl, Bad Langensalza 2009, ISBN 978-3-936030-03-7).
- Die Anianstraße und Marco Polo, in: Zeitschrift der Gesellschaft für Erdkunde in Berlin, 1894.
- Die Homannschen Erben (1724–1852) und ihre Landkarten: Das Leben und Wirken von Johann Georg Ebersperger (1695–1760) und Johann Michael Franz (1700–1761).  In: Zeitschrift für wissenschaftliche Geographie. 1890. (Reprint: Rockstuhl, Bad Langensalza 2006, ISBN 3-936030-04-9).
- Volkskarten, Karten über die Verteilung der Bevölkerung im Regierungsbezirk Oberfranken …, München 1899.
- Die Reformation der Kartographie um 1700. Oldenbourg, 1905. (Reprint: Rockstuhl, Bad Langensalza 2002, ISBN 3-936030-30-8).
- Ein bayerischer Jesuitengeograph, Heinrich Scherer, in: Mitteilungen der Geographischen Gesellschaft in München, Bd. 2, 1906.